# Сурчин (община)
Сурчин (серб. Сурчин) — община в Сербии, входит в округ Белград.
Население общины составляет 39 615 человек (2007 год), плотность населения составляет 138 чел./км². Занимаемая площадь — 288 км², из них 67,5 % используется в промышленных целях.
Административный центр общины — город Сурчин. Община Сурчин состоит из 7 населённых пунктов, средняя площадь населённого пункта — 41,1 км².

## Статистика населения общины
| Год  | Население, чел. |
| ---- | --------------- |
| 1991 | нет данных      |
| 2001 | нет данных      |
| 2002 | нет данных      |
| 2003 | нет данных      |
| 2004 | нет данных      |
| 2005 | 39 160          |
| 2006 | 39 306          |
| 2007 | 39 615          |